# Sebastian Zagórski
Sebastian Zagórski herbu Ostoja (ur. 1728) – ksiądz, jezuita, minister i prefekt bursy muzyków, regens konwiktu w Łucku oraz misjonarz w Łyścu.

## Życiorys
Sebastian Zagórski należał do rodu szlacheckiego pieczętującego się herbem Ostoja. Był synem Jana Stanisława Zagórskiego, podstolego wołyńskiego, dziedzica dóbr Potutorów i Wołkowce i Anny Ledóchowskiej. Do zakonu jezuitów wstąpił 23 IX 1744 w Krakowie. W latach 1757–1764 pełnił funkcję ministra i prefekta bursy muzyków, a następnie w latach 1762–1764 regensa konwiktu w Łucku. Był także misjonarzem w Łyścu w latach 1764–1773. Po kasacie zakonu został emerytem KEN.